# Pseudohyaleucerea minima
Pseudohyaleucerea minima är en fjärilsart som beskrevs av Augustus Radcliffe Grote 1867. Pseudohyaleucerea minima ingår i släktet Pseudohyaleucerea och familjen björnspinnare. Inga underarter finns listade.